# 荔州
荔州，中国古代的州。
唐朝武德四年（621年）置荔州，治所在隋化县（今广西蒙山县）。下辖隋化县、建陵县（今广西荔浦市修仁镇）、荔浦县（今广西荔浦市）、武化县（今广西象州县运江镇大村），荔州以荔浦县的荔字为名。武德五年（621年）改治荔浦县，增设纯义县（今广西蒙山县新圩镇）、崇仁县（今广西荔浦市花篢镇老县村），隋化县改属南恭州。贞观元年（627年），建陵县、武化县改属晏州。贞观十年（636年），纯义县改属蒙州。贞观十二年（638年）废荔州，荔浦县、崇仁县改属桂州。 
荔州刺史
- 陈大德（陈毓，贞观前期）